# 聖闘士星矢EPISODE.G アサシン
『聖闘士星矢 EPISODE.G アサシン』（セイントセイヤ エピソードジー アサシン）は、原作・車田正美、漫画・岡田芽武による日本の漫画。車田正美の漫画『聖闘士星矢』を原作とした外伝作品。前作『聖闘士星矢EPISODE.G』の完結から約1年後、秋田書店の雑誌『チャンピオンRED いちご』での連載が開始された。いちごでは2014年Vol.43から第3話まで掲載されたが、2014年10月に『いちご』が休刊となって以降は同社のWEB雑誌『チャンピオンクロス』へ移行した。2018年7月10日に『チャンピオンクロス』が『Champion タップ!』と統合し『マンガクロス』となったため、98話から同サイトでの掲載となり、2019年8月27日掲載の118話をもって「アサシン」編が終了した。
主人公は山羊座（カプリコーン）のシュラ。彼は女神の大いなる神託を受け聖域から無断で日本へ来訪する。そのシュラを討つ刺客として聖域から遣わされたのが獅子座（レオ）のアイオリア。彼らの前にその身に聖剣を宿した闘士達が立ち塞がる。『EPISODE.G』前後の話であるが、シュラやアイオリアの訪れた日本では別の時間軸が流れている。これはシュラらがブラックホールに入り、時空を曲げる特異点を超えて別次元（未来の日本）へ来たためである。

## 登場人物

### メインキャラクター
山羊座（カプリコーン）のシュラ
技：聖剣抜刀＆聖剣乱舞＆聖剣抜刃、超絶飛翔、起死回星、神仏混淆（南無八幡大菩薩）、冥剣抜刃＆冥剣乱舞（エクリプスカリバー）、神剣抜刃（エクスマキナ）
山羊座の黄金聖闘士。聖域を統括する教皇の指令とは別に、女神の大いなる神託を果たすため日本へ向かう。新宿でミイラの暗殺者の撃破後、現れたランスロットから提示された聖剣戦争への参加を受諾。京都ではローランと対峙、強大な力に苦戦するも誘導剣撃を見切り間合いを詰めた一瞬に放った居合による一撃で勝利するが気を失う。横浜では紫龍と出会い、自らが並行する別世界から来たと推察していることを伝え、突然現れたシグルスと紫龍との戦いを見届けた。
池袋では氷河から顔の無い者の情報を得た後、ランスロットと交戦。本来なら存在していない自身をこの世界（未来の日本）が認めず自らの刻を冥府に引き寄せるなか、ランスロットに一撃を与えるが反撃を受け意識を失った。止めを刺される寸前に立ち上がり、突如頭部に漆黒の角を生やした冥衣の姿に変貌したが、女神の加護により青い紋章を刻んだ黄金聖衣を発現させアロンダイトを破壊した。呼び寄せた紫龍と面会した日光では、治癒者であるフィリップスと出会い、彼が剣闘士ということを看破。アイオロスの圧倒的な力の前に窮地に陥ったアイオリアを救い、アイオロスと交戦した。箱根湯本では瞬と共に剣闘士同士の戦いの跡を調査し、熱海では転輪聖王と対峙するも苦戦を強いられる。薄れゆく意識の中、師匠である以蔵の言葉を受け再び立ち上がり、冥界の力を吸収した一撃（転輪聖王は業物と評する。）を放ち幽体鎧を破壊、その下に纏っていた実体の鎧も聖剣で破壊した。冥府に引きずり込まれる中、自らを助けようとするサガおよびデスマスクと出会い、アテナエクスクラメーションを放つ。直後、アイオロスが絶大な業を放ち両者拮抗するもラダマンティスの助力を受けアイオロスを退けた。宮島では氷河やデスマスクらによって引き剥がされた、ナターシャに接合している死者の魂を切り裂いた。
私服姿は眼鏡を掛けており、一般の人々から芸能人と間違われるほどルックスが良い。京都へ行く際にアイオリアへSNSから連絡するなどしている。コクトーからのアテナの神託に従っているが、行く先々での余暇には観光を満喫し、コクトーの不満をスルーしており、笑顔を見せないぶっきらぼうな態度に反して砕けた天然気味の性格をしている。そのため、時に引越し蕎麦で近所へ配る蕎麦を何故かラーメンと勘違いするなど、「中途半端に物事を色々知っているため結果的に色々間違えてる」一面もある。日本にいる際は、工事現場でのバイトをしていたが急用が入ることが多く解雇される。その後、瞬の紹介で氷河の働くバー・「ヴィディアムー」で採用されることになる。
フィリップスの言葉によると、冥府に一度堕ちた経験を持つシュラの魂は現世のほか冥府にも繋がれていて、本来はこの世界には存在しない死者として常に冥府に引き寄せられている。女神の大いなる慈悲と黄金聖衣がシュラを死の圧力から守り現世に存在させているが、小宇宙が弱まると聖衣は冥衣に変化しやがては冥府に再び堕ちるため、死に抗うには絶えず小宇宙を燃焼し続け戦い続けなければならない。
獅子座（レオ）のアイオリア
技：雷光電撃、雷光放電、厳霊乃焔、雷光爆縮、厳霊乃虚無、雷光竜巻、降臨電撃（アドヴェントボルト）
獅子座の黄金聖闘士。聖域の許可なく日本へ向かったシュラを討つため派遣される。シュラと拳を交えるが、割って入ったコクトーの忠告および巨大な小宇宙を感じたこともあり矛を収め、シュラの後を追い剣闘士との戦いを目撃する。京都ではシュラとローランの戦闘終了後、万全の状態での再戦をローランに提示しシュラへの言伝を受ける。伏見稲荷大社でアリスに狙われた吉乃を救った際に、アリスが「二振り目」・アリスの執着する吉乃が何か特別な存在であること・吉乃と出会ったことは女神の神託によるものであることを確信し、吉乃を守るため東京へ戻った時は自分と共同生活をするよう提案した。横浜では紫龍にその場を去ったシュラからの伝言を届ける。池袋ではシュラとランスロットの戦いを見届けつつ、出会った貴鬼に自分達が過去から時空を越えて未来の日本へ来たことを明らかにする。日光にてシグルスとの戦いで星矢が勝利したことで兄の到来を確信し、真実を見極めるためアイオロスの前に現れた。アイオロスの強大な力の前に窮地に陥りシュラに救われた後、富士の樹海で兄を超えるための修行中にミロと出会う。兄を超えるため、ミロの協力の下に激しい痛みで自身を追い込む。名古屋では熱田神宮にて何者かに自身が大神の器であることを知らされた。星矢や一輝と邂逅し、聖闘士による武器の使用禁止が瓦解したこの世界は自身の知る未来ではないと判断し、一輝にナインセンシズでの攻撃を仕掛ける。その後シュラと交戦、絶大な力で追い詰めるが最後には神剣抜刃を受け敗れた。
ギリシア語の他、英語を扱うが日本語は苦手である。また、店でカップラーメンを2つ入手する際、レジに1万円を置きお釣りを貰わずに戻ってきたなど日本の生活習慣や知識は疎い。シュラを追い京都へ来た際は、吉乃と共に八ツ橋シュークリームを食べていた。本作では髪を黒く染め、より少年らしい格好をしており、その理由は単行本1巻のカバー裏に記載されている。
失われた世界（ロストワールド）のアイオリア
ゼウスが現世に降臨するための器として生まれていた。自らを依代として出現したゼウスから意識を取り戻した際、アイオロスに自身ごとゼウスを討たせた。
火野吉乃
小宇宙の素養のある少女。70話で異なる世界の女神の一人である事が判明した。髪色は本来は紫だが黒に染めている。
美術専攻クラスに在籍しているらしく、美大に進学する夢を持つが手先は不器用。箱根の陶芸工房で湯呑を制作した際、自身も驚愕するほどの残念な出来にデスマスクに爆笑された。熱海にてデロア・テフィに護衛された時は、スーパーモデル並の美貌を持つ彼女と見た目凡人である自身との余りの違いや、周囲に彼女の「追っかけ」よろしく「ストーカー」と認識されたことにより心にダメージを負った。
アイオリアと共に向かった京都において伏見稲荷大社でアリスと邂逅した際、アリスのことを（理由は不明ながら）知っていると感じる。アイオリアから東京へ戻った時共同生活をしようと伝えられ驚愕するが、引越し蕎麦用の蕎麦を買うためシュラと横浜へ向かった。治癒者に会うためシュラやナターシャと共に訪れた日光ではフィリップスと出会う。箱根では一時離脱するデスマスクの代わりに護衛となるデロア・テフィと対面し、再びデスマスクと合流するため赴いた熱海では転輪聖王、名も無き剣闘士と遭遇する。実家の岩手ではモルドレッドと戦うアルデバランに聖闘士としての証しを与えた。

### アテナ軍
アテナ
女神。現世に戻されたアーサーを見つけ出した。現在や過去、未来のみならず「次の次元」をも救うため、数年の間、小宇宙と霊血を常に送り続けている。シグルスとの戦いで一度は心臓が停止するも紫龍の蘇生打撃で立ち上がった星矢を自身の小宇宙で包み、彼に神聖衣を纏わせる。
教皇カノン
技：黄金乃三角形、黄金乃六芒星（ゴールデンヘキサグラム）
元双子座の黄金聖闘士。冥界でのハーデスとの聖戦の際、黄金聖闘士で唯一人生還していた。冥界にてシュラとサガを襲うアイオロスの攻撃を光の障壁で阻み、サガに双子座の黄金聖衣を届けた後、アテナエクスクラメーションを放つ時間を稼いだ。

#### 黄金聖闘士
乙女座（バルゴ）の瞬
技:星雲鎖、回転防御、星雲乃嵐、オーム
かつてのアンドロメダ座の青銅聖闘士。東京都練馬区光が丘病院に勤める医者でもある。シュラをして「神の域に達する」と言わしめる強大な小宇宙を持つ。激闘を繰り広げた直後の紫龍にラーメンを作ってほしいと連絡する等少々天然な一面もある。
病院内で吉乃を狙った暗殺者を撃破し、押上近辺にあるBarに勤める氷河と今後の対策を話し合う。横浜では一人取り残された吉乃の元へ現れ、シグルスと戦う紫龍へ友としての想いを込めた声を届けた。光が丘病院にて、氷河からワダツミを絶対零度の氷玉に完全に封印したことを聞いた後、日光でのシグルスとの戦いで勝利を収めた星矢の小宇宙を氷河と共に感じ彼の生存を知る。熱海では吉乃を守るため名も無き剣闘士の前に立ち塞がるが、突如現れたアフロディーテを目撃する。貴鬼の結晶乃渦がムウに突破されそうになった際は貴鬼に助力した。宮島ではナターシャの体内にオームを流し込む。
ロストワールドの瞬
一輝の言葉から地上の人間の命を守るためハーデスの肉体となった。
天秤座（ライブラ）の紫龍
技：廬山昇龍覇、聖剣抜刃、蘇生打撃
かつての龍星座の青銅聖闘士。何か飲食店を営んでいる。また、輸入業も行っているようで海外の法律に関しても知識を持つ。
龍の力を宿す暗殺者を倒した際、シュラから自身の聖剣を龍殺剣と形容された。また、聖闘士の中で選ばれた者のみの印である龍紋を持つ。過去の激戦の影響で眼に古傷があり、酷使すると一時的に視力を失う。
相手の名を知らされないまま女神から秘密裏にある人物に会うよう勅命を受けていた。横浜赤レンガ倉庫で現れた龍の力を宿す暗殺者と交戦する中、シュラと出会う。暗殺者を撃破した後、突如現れたシグルスとの戦いでは、背中に龍紋を発現させ天秤座の黄金聖衣を纏い、自らに届く想いの込められた友の声を力に変え激闘を繰り広げる。そして、かつて自らが討ち今また眼前に現れたシュラへ、自身がシュラから受け継いだ全てを見せるため聖剣を放ちシグルスを撤退させた。
治癒者を探すシュラと待ち合わせをした日光では彼と共に露天風呂に入る羽目になる。フィリップスに家人から忘れ物を受け取るよう頼まれた先の東照宮でシグルスと遭遇し再戦。断絶封印という身体や小宇宙を封じる魔法を受け危機に陥るが、突如現れた星矢に救出された。自らを庇った一瞬の隙を突いたシグルスの攻撃により星矢の心臓が停止した際は、かつて銀河戦争で星矢が自身の心臓を蘇生させるための拳を放ったように、断絶封印を破りながら拳を放ち、星矢の心臓を蘇生させた。
沙織の護衛に就くために移動中、ロストワールドの童虎と対峙。それが契機となり異なる世界の混じり合った記憶を見せられる。
ロストワールドの紫龍
一輝の技に繋げるため、対峙したハーデスに氷河が技を放つのを気付かせないよう敢えて相打ち殺害された。
水瓶座（アクエリアス）の氷河
技：カリツオー、極小氷晶、氷結唐櫃
かつての白鳥星座の青銅聖闘士。現在は東京都墨田区押上近くにあるBar「ヴィディアムー二号店」のバーテンダー兼店長。訪れた瞬にスコッチを出しつつ、以前発生した新宿での小宇宙の激突や、瞬がシュラと邂逅したことを踏まえ、今後の方針を話し合う。紫龍がシグルスと戦った際は小宇宙を感じ友としての想いを込めた声を届けた。光が丘公園で蘭子へ顔の無い者の動向調査を依頼し、池袋でシュラと落ち合い、顔の無い者の首領と交戦する。本来なら即座に倒せる相手であったが少女の姿をしていたことから、力を抑え正体を見極めた後撃破した。その際、少女が幾多の死体を寄せ集めて作られた人型で、少女という姿から敵の隙を突くためだけの傀儡とされていたことに気づいた。火災を凍結することで収束させ、少女を弔うため氷棺に封じる。しかし、遺体を運搬するために氷棺を溶かすと、意識を取り戻した少女の姿を目の当たりにし、少女をナターシャと名付け、以降はパパとして共に行動する。光が丘病院にて、瞬にワダツミを絶対零度の氷玉に完全に封印したことを告げた後、日光でのシグルスとの戦いで勝利を収めた星矢の小宇宙を瞬と共に感じ彼の生存を知った。日光で窮地に陥ったナターシャを救うため現れるが眼前のデスマスクに驚愕、宮島ではアイザックの助力もありコキュートスを作り出しつつカミュの動きを止める。
スマホの待ち受け画面はナターシャである。
ロストワールドの氷河
技：カリツオー
一輝の技に繋げるため、対峙したハーデスに自身が技を放った事を悟らせないため敢えて斬殺された。
牡羊座（アリエス）の貴鬼
技：結晶障壁、結晶乃渦（クリスタルボルテックス）
池袋で顔の無い者の首領と交戦中の氷河を静観するアイオリアに接触した。かつて青銅聖闘士で在った5人に、自身が憧れを抱いたことや彼らの真の強さをアイオリアに教える。ムウを通じてシュラとも面識があったらしく、師の聖衣を引き継いだことを語った。
シャイナから小宇宙障壁を突破されたのを知らされると、かつての師・ムウが失われし聖闘士側として蘇った事に気付き、ムウとの戦いを決意。ムウの星屑革命による隕石を地上全土を覆う障壁で防ぐ。
蟹座（キャンサー）のデスマスク
技：積尸気冥界波、鬼燐業拳、積尸気命砕覇、冥府開門/閉門
既に死亡しているはずの聖闘士。氷河は現世に還ってきた聖闘士と推測し、彼の戦いの様を見届けた際「魂を破壊する悪鬼」「冥界の淵からも還って来る真の鬼人」と称した。
タバコを嗜む。手先は器用なようで吉乃と共に訪れた強羅の陶芸工房では完成度の高い壺を制作し吉乃を呆然とさせた。熱海では星矢達に見舞いの品として生シラス丼を購入した。
聖闘士と関わって以降の吉乃の影に潜みその身を常に護衛していた。日光にて窮地に陥った彼女の前に現れ鬼火を倒す。箱根で護衛をデロア・テフィに引き継ぎ一時離脱、熱海にて星矢や紫龍と合流した。小宇宙が消失したシュラの後を追い向かった冥界では恐念乃鬼を圧倒する。デストールから彼らの居場所を教えられ合流した後、シュラやサガと共にアテナエクスクラメーションを放つ。直後、アイオロスが絶大な業を放ち両者拮抗するもラダマンティスの助力を受けアイオロスを退けた。宮島では氷河に緩やかに死に向かっているナターシャの状態を変化出来る可能性があると告げる。場が地獄の環境に近づくと生死の境界が曖昧となり、生者・死者が交錯する状態であれば大事な者が還って来る可能性もあるため、カミュの封印が解けると氷河に指示し、亡者等がこの場を極寒地獄であるコキュートスと勘違いするよう、カミュの凍気を全て受け止めさせた。コキュートスが作り出されると、ナターシャの体内で深く接合している死者の魂を解き放ち、彼女の気配のするタバコを身代わりに死者の魂を冥界に送った。
魚座（ピスケス）のアフロディーテ
技：魔宮薔薇、黒鋸薔薇、紅血薔薇
吉乃の護衛を依頼された際、日本では自身の容姿が目立ち過ぎると言われたため、デスマスクの「女の姿なら目立たない」という助言を受け「デロア・テフィ」を名乗っていた。
吉乃や瞬と共に熱海にて遭遇した名も無き剣闘士に正体を現し、撃破する。
双子座（ジェミニ）のサガ
技：銀河爆砕、異界次元
シュラが新たな山羊座の黄金聖闘士を継承する際それに立ち会った。黄金聖衣は青い紋様が刻まれている。現在はコクトーの姿をしているが、転輪聖王を退けたシュラが冥府に引き寄せられた際、一瞬の間、本来の姿となりシュラを救わんとし、それを阻止せんとするアイオロスの攻撃を退けた。弟カノンから届けられた双子座の聖衣を纏った後、シュラや続いて現れたデスマスクと共にアテナエクスクラメーションを放つ。直後、アイオロスが絶大な業を放ち両者拮抗するもラダマンティスの助力を受けアイオロスを退けた。
コクトー
シュラの傍らにいる人語を解す博識の梟。額にコクトーの言葉の語尾を繰り返す3つの顔（ケルベロス）がある。シュラに助言や忠告を与える。
自らを神の使いと自負しており、動物的な扱い（新幹線に乗車の際、籠の中へ入れられる等）を受けると不機嫌になる。横浜に聖剣保持者がいることをシュラへ教える。
ロストワールドのサガ
ゼウスが侵攻し聖域が壊滅状態となった後、聖闘士には禁忌である武器を握り、未来や過去を変えようと考えるアイオロスを制止するも殺害された。
牡牛座（タウラス）のアルデバラン
技：威風成角、栄光乃角（グロリアスホーン）
吉乃の義父。岩手県一関地区観音山で宮司を務めている。シュラより以前に現世に戻っていたため壮年期に入っている。吉乃曰く涙もろい。16年前に現世に戻ってからは、幾多の奇怪な鎧を纏う者達と壮絶な戦いを繰り広げ赤子の吉乃を守ってきた。また、記憶喪失であるアーサー・ペンドラゴンの守護の任も担っている。
実家に戻った吉乃に付き添っていたシュラと出会った後、アーサーを狙うモルドレッドと交戦する。深手を負うがヨシノから与えられた牡牛座の黄金聖衣を身に纏う。モルドレッドの全ての攻撃を腕のみで受け止めた後渾身の一撃で聖王乃剣を砕く。
蠍座（スコーピオン）のミロ
技：真紅光針、深紅刺貫（クリムゾンスティンガー）、絶対制約
富士の樹海で修行をするアイオリアの前に現れ、兄を超える力を得ようとする彼の願いを聞き入れアイオリアに痛みを与えた。宮島に存在する氷塊の防人をしており、カミュの復活後、デスマスクにナターシャに絡みついてる魂を引き剥がさせるため、氷河に助勢しカミュの動きを止める。
水瓶座（アクエリアス）のカミュ
技：極光処刑、極光滅殺（オーロラアナイアレイト）
宮島にある巨大な氷塊に封印されていたがアイオロスにより封印を解かれる。小宇宙を臨界にまで高め水瓶座の神聖衣を纏い、対峙する氷河と打ち合う。自我を喪失していたが戦闘後正気に戻った。
獅子座（レオ）の一輝
技：鳳翼天翔、咆極錬皇、業火断罪
かつての鳳凰星座の青銅聖闘士。黒のつなぎにサングラスを着用している。自らのいる次元のアテナの意向に従わない、現世に還った来訪者を抹殺する命を受けた暗殺者。現世に還るも鬼と化していたエスメラルダをデスクイーン島にて自らの手で葬っている。シグルスと戦う紫龍の小宇宙を感じ友としての想いを込めた声を届けた。
熱田神宮では星矢を止めようとするアイオリアと対峙、アイオリアの中に鬼の因子があるようなら抹殺すると釘を差した。アイオリアの攻撃を受けた後、獅子座の真・聖衣を身に纏う。
ロストワールドの一輝
技：鳳翼天翔、鳳凰幻魔拳
神聖衣を纏い右目を潰されつつもハーデス（瞬）と対峙。地上の人間を救うために弟の命を用いる覚悟を見せる。ハーデスの剣に貫かれながらも体を掴み鳳凰幻魔拳により瞬の人格を呼び起こす。

#### 青銅聖闘士
天馬星座（ペガサス）の星矢
技：ペガサス流星拳
リハビリを兼ねて三線を用いた沖縄民謡をかじっている。
過去幾多の死闘による肉体の損傷と自らの心臓を蝕むハーデスの剣の呪いにより、自身の体が完全に回復しないことを知った後、友の負担にならぬよう姿を消していた。紫龍とシグルスとの戦いでは、紫龍の小宇宙を感じ友として想いを込めた声を届け、日光では窮地に陥った紫龍を救出し彼に代わってシグルスと交戦。紫龍を庇った一瞬の隙をシグルスの攻撃を受け心臓が停止するが、紫龍の拳により心臓が蘇生される。立ち上がるのがやっとの状態であったが、女神の小宇宙に包まれ神聖衣を纏う。現在は美穂と共に孤児院「星の子学園」の責任者を務めている。放った流星拳を打ち終えた直後、黄金神聖衣を発現させグラムを破壊し勝利した。名古屋では熱田神宮側から招聘されコクトーと共に草那藝之太刀の前に立つ。アイオリアと対峙すると天照大御神の力を受け、草那藝之太刀を神剣起動（ゴッドソードアクティベート）で鎧として身に纏う。
熱海では紫龍と共にデスマスクと合流する。
ロストワールドの星矢
ハーデスの剣を受け、輪廻の外である虚無乃世界を漂っている。
白鳥星座（キグナス）のアイザック
技：北極光激
氷河とカミュの凍気の打ち合いにより、場が生死の境界線が曖昧となり死者・生者とも交錯出来る状態になったため出現した。吉野の言葉を受け白鳥星座の青銅聖衣を纏い氷河を励ます。氷河にコキュートスを作り出さすため、カミュの凍気を受け氷河に自身を撃たせる等その身を犠牲にした。

#### 白銀聖闘士
蛇遣い座（オピュクス）のシャイナ
技：雷鳴乃爪
吉乃の義母。アルデバランと共に吉乃を守って来た。観音山付近で吉乃と一緒にいた際に現れた顔の無い者を倒す。

#### 先代の黄金聖闘士
山羊座（カプリコーン）の以蔵
技：聖剣抜刃
作務衣を着ている非常に高齢な老人。シュラの師匠。左目には縦に切られた傷があり失明している。最初で最後の弟子としてピレネー山脈・モンテ・ペルディート山でシュラを鍛えた。その後、日本にてシュラの聖剣に切れぬものなど無いことを教える。最期は山羊座の黄金聖闘士を継承させるためシュラと対峙、自らの想いや小宇宙を託したシュラの聖剣が自らのそれを破ったのを見届けると満足そうな表情を浮かべシュラの介錯を受けた。
彼の繰り出す聖剣は日本刀を鞘から抜き放つような動作から放たれる。
生前は酒を好み、倒した敵や死去した友へのも鎮魂の意味も込めて晩酌をしていた。
蟹座（キャンサー）のデストール
デスマスクの師匠。死した状態でデスマスクを弟子としていた。デスマスクにシュラとサガの位置を教え、一輝の出現を予言した。
牡羊座（アリエス）のシオン
先代の教皇であり、先々代の牡羊座の黄金聖闘士。以前結晶乃渦を使用した後遺症のためか目や髪をベルトの様な物で覆い封印を施している。熱田神宮の神乃剣を守るため宮司達に助勢する。弟子との対立する事態を予想していたようで長い時間を掛け、レイラインを用いた霊力の増大による防御を練り上げていた。

#### その他の聖闘士
市
技：芳醇（メロウ）
一般人を避難させ池袋を封鎖、その上で氷河に敗北し逃走するワダツミを拘束したことを貴鬼に報告する。
邪武
辰巳の護衛をしている。
翔龍
紫龍の養子。戦いの場に赴く紫龍を見送る。
魔鈴
沙織を護衛している。
ジュネ
シオンの護衛を承諾し瞬を見送る。

### 聖剣保持者
セイクリッドソード ホルダー。神話の時代から受け継がれる聖剣をその身に宿す者達。その中でも極少数の者は、火野吉乃の存在が聖剣戦争の勝者に非常に重要であることを知っている。
エクスカリバーのシュラ
エクスカリバーを宿す聖剣保持者。ランスロットからは「王」と呼ばれる。メインキャラクターの項を参照。
エクスカリバーの紫龍
シュラから受け継いだエクスカリバーを宿す。黄金聖闘士の項を参照。

#### 剣闘士
グラディエーター。聖剣保持者の中でも、その身に宿した魔剣が最も優れた一振りと自負し、神話の数ほど存在する数多の聖剣の中で、真の聖剣を決定する聖剣戦争において頂点を目指す闘士達。剣闘士は聖剣を聖剣具現（ホーリーソード エンボディメント）で実体化させ、魔剣起動（カースソード アクティベート）で己が身に纏う鎧、拳を敵を切り裂く剣とすることが可能。その一方、自身を剣闘士として存在させ、真の姿を秘匿してくれている聖剣を損傷すると舞（ダンス）が必要となるが、舞は二振りまでしか許されない。二振り目を超えると舞の力でも修復できず聖剣は消失し、剣闘士としての存在も出来なくなる。
アロンダイトのランスロット
技：魔剣起動、聖剣具現、聖剣屹立、绿宝石、深淵成ル湖、湖乃乙女、狂毒煤煙、毒素拡散、毒刀抜刀、数多乃剣、捕縛乃湖
かつてアーサー王の元に集った円卓の騎士の一人であり、王の友でもあった男。ヴィヴィアンという、自身の守護精霊でもある水の妖精に育てられたため「湖乃騎士」を異名とする。円卓の騎士の中でも最強と謳われ筆頭の地位にあったが、王と戦うために王妃をかどわかし仲間を殺害、騎士達の対立を促し円卓の騎士を崩壊させた裏切りの騎士。同胞を殺めたことにより血塗られた魔剣と化した「アロンダイト（裏切リ乃剣）」を操る。既に「二振り」である。
シュラと干戈を交え聖剣戦争への参加表明を受けた後撤退した。池袋で少女の姿をした暗殺者に依頼の迅速な遂行を催促しつつ聖闘士達の前に現れシュラと交戦。激闘の末、青い紋章が刻まれた黄金聖衣を纏ったシュラにアロンダイトを破壊され敗北する。巴に聖剣の復活を請うも拒否され、以後は剣闘士ではなく「真の自分であれ」と命ぜられる。
ヴィヴィアン
技：数多乃剣、聖剣屹立
ランスロットを護る守護精霊。ランスロットを養育し戦い方を教授した。また、エクスカリバーをアーサーに引き渡している。ランスロットに召喚されシュラを攻撃する。
デュランダルのローラン
技：魔剣起動、聖剣具現、聖剣屹立、誘導剣撃、予見剣撃
イタリアやフランスの歴史における英雄。フランク王国シャルルマーニュの血筋にして、黄金の柄の中に4つの聖遺物（聖ペテロの歯、聖バジルの血、聖ドニの遺髪、聖母マリアの衣服）を納めた「デュランダル（不滅乃剣）」を持つ聖騎士の筆頭格。戦闘を心から楽しみ愛している。
右腕（狂エル剣）を召喚した自身の真の姿は、シュラを超える程の恐懼すべき力と鋭さを誇り、剣の軌道を捉えることは不可能である。狂エル剣は、膂力は魔物を素手で屠るほどで全身はダイヤモンド並の強度を持つとされる彼の叙事詩ともなった狂えるオルランドそのものである。また、相手の斬撃軌道予測の確率が9割を超えるため、自らの速さを上回る光速拳での攻撃であっても、事前に予測し防ぐことが可能。
清水寺・金閣寺を経てシュラと交戦。その力に驚嘆し自身の真の姿を披露し、圧倒的な力でシュラを追いつめるが、誘導剣撃を見切られ間合いに入られ光速を超えた居合の一撃を受け敗北する。左眼は見えず、体に相当のダメージを受けた自らの敗北を認めるものの「最後まで立っていた者が勝者である」と、気を失っているシュラへ止めを刺そうとするも、割って入ったアイオリアの忠告を受け入れシュラへの伝言を託し撤退する。
ヴォーパルソードのアリス
イギリスのロンドンから不思議な国や鏡の中のチェスの国等様々な国を旅してきた金髪の少女。吉乃が聖剣戦争の覇者にとって最高の栄誉と最大の至宝となることを知っている極僅かな聖剣保持者の一人。喋るウサギを連れており、自身は「ヴォーパルソード（ケシニグ乃剣）」を纏う。
刻や次元を超えて、稲荷大社にいる吉乃の元へ来た際、上述の理由から事前に彼女を捕捉しようとするが、アイオリアの登場を受け撤退する。既に「二振り」である。
グラムのシグルス
技：聖剣具現、聖槍具現、刃乃豪雨、魔剣起動、聖剣屹立、龍剣（ドラゴンブレード）、十字防御（クロスアームブロック）、憤怒之雨、断絶封印
神の血を継ぐ赤髪の男。北欧神話の英雄シグムンドの息子にして主神オーディンの孫。オーディンの槍グングニルに砕かれてなお蘇り、ファヴニールを葬った事で龍殺し（ドラゴンスレイヤー）となった聖剣グラムを操る。紫龍をして「神の小宇宙」を持つ。
自身は「グラム（怒リ乃剣）」を纏い、グラムを破壊した祖父の力であるグングニル（剣戟乃槍）の聖槍具現も可能で、聖槍で砕いた聖剣から出でた無限の刃を雨のように降らせる事ができる。また、対象の身体の自由や小宇宙をも封じる神龍の呪いを込めた封印魔法も使用できるが代償として自らの命を削る。
女神の神託を実行せねば宇宙の割れることを示唆しつつ紫龍と会戦。龍の如き強大な力を振るうが、想いのこもった友からの声を力に変えた紫龍の放つ渾身の聖剣を受け敗北、グラムは刃毀れをし自身も多量の出血のため撤退した。全テ乃狭間でアイオロスに舞を依頼する。日光では二荒山神社の神橋にて謎の男との面会後、東照宮にて紫龍と遭遇し再戦する。神龍の神息（ファブニール・ブレス）で圧倒的優位に立つが、紫龍を救出した星矢と交戦。星矢の紫龍を庇う一瞬を狙っての攻撃で彼の心臓の鼓動を止めるが、紫龍の蘇生打撃で立ち上がり女神の小宇宙を受け神聖衣を纏った星矢と再び対峙。彼の放つ流星拳は永遠には続かないもので拳が止まれば星矢は倒れると判断し全て受けきるが、直後、黄金神聖衣を発現させた彼の拳でグラムを破壊され敗北、剣闘士としての刻は終わりを迎える。
アゾットのパラケルスス
技：対魔法防御呪印（アンチマジックシェル）
髭を生やした壮年の男。「アゾット（始まりであり終わりの剣）」を持つ。周囲全ての小宇宙を消すだけの巨大な小宇宙を有し、錬金術を使用することで、自身の巨大な小宇宙を無とすることもできる。
医者としては人を助けるのは当然の事とし聖域の依頼を受諾した。同時に研究対象としてハーデスの剣に貫かれた星矢に興味を抱いている。剣闘士としては、他の剣闘士の共倒れを狙いシグルスに紫龍をぶつける。
事前に、日光という大地から発される全ての小宇宙を封じ、かつ、その小宇宙の痕跡でさえ外部に漏らさない程の封印である「対魔法防御呪印」を施した上で、自身の正体に気付いたシュラと対峙する。
フィリップス
パラケルススが治癒者として日光にて吉乃やナターシャに声を掛けた際に名乗った。聖域に頼まれた医者としてナターシャ、次いで遅れて現れたシュラを診察する。紫龍には自身の忘れ物を東照宮で家族から受け取ってくるよう依頼した。吉乃らと共に顔の無い者やデスマスクと遭遇、彼らの戦いを見届ける。
読切『番外編』では星矢と話をしつつアメイジング・グレイスの歌詞を口ずさんでいた。
アパラージタの転輪聖王（チャクラヴァルティン）
技：聖剣具現、魔剣起動、円剣転輪、暴風乃縛、聖剣屹立、暴風乃刃、鉄拳
ヴィディヤーダラ族出身で、褐色の肌に筋骨隆々とした巨躯、精悍な容貌をした男。名をトリヴィクラマセーナ。「アパラージタ（無敵乃剣）」を持ち金色の羽衣を纏う。戦う相手全てを5割に満たない力で倒しており、長い間全力を出すということが無かった。身に纏う鎧はチャクラヴァルティンの意志で生み出された現実に存在しない「幽体乃鎧」（アストラルアーマー）のため、物理攻撃での破壊は不可能とされる。
女性を殴る拳を持たないとの自身の考えから吉乃の前に現れた際、自分と共に同行して欲しいと懇願する。
箱根にて名も無き剣闘士と交戦した際、その剛力で引き裂き、相手の身元が判別不能なほどの損傷を与えた。熱海では立ち塞がったシュラと対峙。どんな聖剣でも傷付けることは不可能とされるアパラージタで圧倒するが、冥界の力を吸収したシュラの一撃で幽体乃鎧を、聖剣を受け実体の鎧を破壊され撤退する。
名も無き剣闘士
名も無き剣を持つ末席の剣闘士の一人。英雄ではなく強力な聖剣を持つ剣闘士の糧となる存在。箱根で転輪聖王に敗北した後、熱海で吉乃と遭遇したことで、道端の石の如くである自らに千載一遇の好機が訪れたと捉えるも吉乃を守るべく現れた瞬と対峙、次いで現れたアフロディーテと交戦するも敗北した。
アーサー・ペンドラゴン
技：聖剣抜刀
聖剣乃王。ルキウス・アルトリウス・カストゥスとも呼ばれる聖剣（エクスカリバー）を抜きし者。剣闘士の王。シュラと同じ顔をしている。力や記憶等全てを失った状態で現世に戻され、聖域の協力者になる可能性もある事からアルデバランに守護されていたが、剣に寄り掛かるモルドレッドの姿を見て記憶が蘇った。その後はモルドレッドを切り伏せて姿を消す。
クラレントのモルドレッド
技：聖剣具現、魔剣起動、聖剣屹立、劇通乃光、倒懸乃光
アーサーとその姉・モルゴースとの間に生まれた不義の子。アーサー王を殺すために生まれた騎士。ウォリングフォードの武器庫に保管されていたアーサー王が皇帝の座に君臨した時のために使用せず秘匿していた「全ての剣の王」と呼ばれた宝剣「クラレント（聖王乃剣）」を持つ。シュラが戦慄する程巨大な憎悪を持ち、聖なる剣を魔剣へと変える。父からは強力な斬撃の力を母からは魔力を受け継いでいる。自らの二本の腕の他に、同時に自由自在に動く六本の腕（暗器）暗手を使う。その斬撃には魔力が帯びており肉体のみならず精神・小宇宙を損傷させる。精神攻撃も使用出来る。
アーサーを待ち伏せていたが彼を守るアルデバランと交戦。激闘を繰り広げた末にアルデバランに敗れる。尚も戦いを止め様としなかったが、過去の記憶を取り戻したアーサー王に背後から貫かれる。反撃をするも通じず彼の更なる一撃で真っ二つに切断され死亡する。

### 異なる世界の聖域
並行世界である失われた世界（ロストワールド）の聖域。この世界の女神は混沌女神（カオスアテナ）と呼ばれ双子で生を受ける。また聖闘士は失われし聖闘士（ロストセイント）と呼ばれ、本来の次元では存在しないはずの聖闘士である。全テ乃狭間に堕ち存在を抹消された存在で、混沌女神を奉じ地上の守護を目的とする。
この世界ではペガサス（星矢）の存在が完全に消失しているため世界が救われる奇跡の起きる事は絶対に無く、ハーデスは瞬の肉体を得て聖域と不可侵条約を締結している。
巴
異なる世界の聖域の女神。混沌女神（カオスアテナ）。貴鬼をして「恐ろしく巨大、それ以上に気高い小宇宙」を持つ。剣闘士の聖剣を修復できる「舞草」を行使するダンサーでもある。
アイオロスの言葉によると、全ての失われし聖闘士が現れた時、失った刻を取り戻して現世に還り、真の女神として沙織を滅ぼす模様。
ランスロットに、敗北を喫した剣闘士ではなく真の自分で在れと命じ、蟹座の黄金聖衣を纏わせる。
ヨシノ
異なる世界の女神の一人。アリス曰く「聖剣戦争の覇者にとって最高の栄誉と最大の至宝となる存在」。巴以上に強大な力を有している模様。
アイオロス
業：雷光放電、全路破壊（フラッシュオーバー）、電弧放電（アークプラズマ）、厳霊乃焔（ライトニングフレイム）、雷光電撃、雷光爆縮（ライトニングインプロージョン）、厳霊乃極（ライトニングテリオス）、厳霊乃虚無（ライトニングボイド）、幻朧魔神拳、結晶乃渦（クリスタルボルテックス）
全聖闘士を統括し女神を守護する聖座を有す教皇。逆賊としてシュラに討伐されておらず、闘士として全てが完成した姿になるまで時を経ている。列抜キ乃翼と形容される黄金の翼を持つ。
本編のアイオリアの知らない雷光電撃や雷光放電の最終形態「技を超越する業（ワザ）」を会得している。放電現象におけるそれはアーク放電を操り、彼の放つ電弧放電は超高電の炎を発生させる。
失われた世界では、以前ゼウスと交戦し黄金の弓矢を以て大神を討ったが、ゼウスは神の器であるアイオリアを新たな肉体として復活した。ゼウスから一度意識を取り戻したアイオリアの「兄はいかなる時も地上を救う英雄、兄は決して自分を裏切らない」との言葉を受けアイオリア諸共ゼウスを倒した。血塗れの弟の遺体を前に呆然と立ち尽くしていた際にハーデスと邂逅、自身ではこの世界を救う事は出来ないと告げられる。女神や世界のために全てを捨て、罪人の烙印を押され自身が悪とされる事も厭わぬという姿勢を見せた。教皇となるとアテナを斬首し、過ぎ去った過去をも変えるため異なる次元にいる聖闘士に、武器を携え自身の許に参陣せよと檄を飛ばす。その際、体内の血液が赤から黒海（ポントス）に変貌した。
舞の力を欲するシグルスに舞への依頼を了承すると同時に協定内容の順守を警告、シグルスでさえ彼の言葉にはたじろぐ。星矢に敗れたシグルスの前に現れ、今度は「失われし聖闘士」として自分達の目的のために生きるよう告げた。直後、星矢の勝利を知ったことでアイオロスの到来を確信し、真実を見極めようとするアイオリアと対峙、雷光放電の上位技やその最終形態を披露しアイオリアを圧倒する。続いて現れたシュラとも拳を交えるが、シグルスを伴い撤退する。その後、冥界にてシュラや彼を救おうとしたサガを攻撃、彼らが続いて現れたデスマスクと共にアテナエクスクラメーションを放つと厳霊乃虚無を繰り出すが、ラダマンティスがシュラ達に助力した事で退けられた。
シャカ
全テ乃狭間にてシュラと転輪聖王との戦いに関しての自身の考えをアイオロスに述べる。
牡羊座（アリエス）のムウ
技：星屑革命、石鉄隕石（ストーンアイアンメテオライト）、隕石破撃（メテオライトストライク）
最強の超能力者。黒いマントを纏い神聖衣を発現している。聖域の重要拠点を守る小宇宙障壁を突破した事でかつての弟子である貴鬼の小宇宙を感じ取り、日本各地にいる霊能力者数千人が作製する精神障壁に同時攻撃を仕掛ける。ただ、それは障壁内の一か所の突破を狙った陽動であり記憶喪失のアーサーにモルドレッドを遭遇させ記憶を取り戻させる手段であった。
童虎
技：激神（震）
対峙した紫龍にロストワールドの紫龍の記憶を見せ自らの側に勧誘する。
蟹座（キャンサー）のランスロット
剣闘士として敗北を喫したランスロットに蟹座の黄金聖衣が装着された姿。巴と共に撤退する。

### 顔の無い者
暗殺者達で構成されるギルド。依頼を受け標的を暗殺するほか、社会からその存在を隠し常に歴史の闇に潜んできたため、ギルドの存在を知った者を抹殺する集団。日本の裏社会と結託し勢力を拡大し、シュラの推測では剣闘士とも何らかの協定を結んでいる模様。現世での肉体が気体の者も多い。ワダツミ以外の名は全て仮称である。ギルドへ所属するためには自分の顔を消さなければならず、組織名の由来は自らの顔を削ぎ落とし誰でもない一人の暗殺者となる事からとされているが、デスマスクの語るところでは顔の無い者は巨蟹宮に封じられていた死者であり元々顔が存在しない。
ワダツミ
技：海神乃暴怒（ワダツミノボウド）、海神乃荒魂（ワダツミノアラタマ）、祟リ有レ、天変地異、火災旋風（ファイヤーストーム）、超臨界水、水蒸気爆発、大熱石流
顔の無い者の首領の一人。本性を見せると、言葉遣いが汚くなり氷河をして「醜悪な小宇宙」を放つ。聖剣を欲しており、ランスロットから入手法を聞いて英雄になろうとしていた。強力な保護が精神に掛けられている。
体が水で構成されており、空気中の水分を集約し竜巻を作り出すことができる。また、ランスロットの攻撃で発生した火災を自らの風で集め火災旋風としたり、その炎で体の温度を超臨界流体という高エネルギー状態に上昇させて水蒸気爆発を起こすなど、水や風から生み出される多彩な現象で標的を狙う。
人型で作り出した少女の姿に化けていたが氷河と交戦し敗北。逃走中に市に拘束されるが市の毒を受けてなお動けたため、氷河の作り出した絶対零度の氷玉に完全に封じ込まれ聖域で精神感応による尋問をされた。
ナターシャ
ツインテールの少女。幾多の死体を寄せ集めて作られた人型で、その姿から周囲を欺き敵の隙を突くためだけに、ワダツミに憑依され操られていた。一端は弔うために氷棺に封じられるが、氷河が遺体を運搬するため氷棺を溶かすと意識を取り戻した。記憶喪失のようで氷河に自分の名を尋ねナターシャと名付けられた。シュラや吉乃の共に訪れた日光でフィリップスと邂逅し、自身の状態の診察を受ける。
フィリップスの診察によると、ナターシャの精神は意識が体の各部位と混ざり一つの人格を形成しており、肉体も体と魂がアルケウスでしっかりと結びついている。死者の魂がその身に絡まっているため徐々に死に向かっていたが、宮島にてデスマスクやシュラの力で死者の魂が引き剥がされ救出された。
木乃伊の暗殺者
3千年前、炎を操る術を身に付けた人間の魂。生前、その力を恐れられ殺されたが、人を焼き殺す快感を忘れられず魂のままとなっても暗殺者として存在し、依頼を受け標的を焼殺してきた。自身を目撃した吉乃を新宿駅西口駐車場で焼き殺そうとするが現れたシュラに倒される。生み出した一千度超の炎球を音速以上の速さで対象に打ち込むことができる。
冥府の神の力を宿す刀を持つ者
技：邪視（イーブルアイ）
人間の命を繋いでいる銀の糸（シルバーコード）を斬ることのできる、冥府の神（プルートン）の力を宿す刀を持つ。ギルドの存在を知った吉乃を狙い光が丘病院内で瞬と対峙するも星雲乃嵐を受け消滅する。
龍の力を持つ者
技：毒息、毒悪ナル尾、腐食セシ龍息、切断セシメル光輪
位の高い龍と違わず再生能力や魔力を持つ。中華街門外でシグルスから依頼を受け、エクスカリバーを宿す紫龍を襲撃するも倒される。
鬼火
技：激情憤怒、狂呼乃炎
顔の無い者を裏切った形となったナターシャを粛清するため日光にて出現した。独立した3つの頭部がそれぞれ共鳴することで人間を呪い殺す炎を発生させる。デスマスクと対峙するが、3つの魂を冥界に落とされ敗れる。
恐念乃鬼
技：恐念乃焔
現世と他界の境目にいる門番。デスマスクと対峙するも積尸気冥界波を受け倒された。
雷雲
技：落雷波
観音山付近でヨシノらの前に現れるがシャイナに倒された。

### その他
蘭子
化粧をしオネエ言葉を使うヴィディアムーのオーナーと思しき男性。以前は教員や警察官をしていた。丘路（たけみち）が本名であるが、本人は本名で呼ばれるのを嫌い周囲には「蘭子」か「ママ」と呼ばせる。一方で何かしらの裏社会での仕事もしており、ヤクザやマフィア等の動きにも通じていて、裏社会が池袋で活発に蠢いていることを氷河へ教え、顔の無い者の動向調査の依頼を受ける。人を見る目はあるようで、氷河が強い人間であると同時に力を正しく行使できることも察しており、彼を「正義の味方」と表現している。
春麗
紫龍の回想に登場。銀河戦争で心臓の止まった紫龍を救うため、意識を失った星矢に必死に呼びかけた。
天猛星 翼竜（ワイバーン）のラダマンティス
地上と冥界は休戦状態という協定に従い、カノンへの借りを返すため、アイオロスの絶大な力に対抗するシュラ達に助力した。
辰巳
城戸財閥の代表としてカノンと面会する。
日本の総理
安倍晋三似の総理大臣。聖域の重要拠点の小宇宙障壁がムウにより突破された際、貴鬼から外国の介入の抑止を要請され承諾する。
ロストワールドのゼウス
技：雷光電撃
大神。アイオリアの体を現世に降臨するための器としていた。アイオリアを依代とする新たな肉体を得るがアイオロスに討たれた。
ロストワールドのハーデス
冥王。その世界の星矢に自身の剣を突き立て死よりも重い完全な消滅とした。また瞬の肉体をも手に入れ聖域側と不可侵条約を結ぶ。その後、アイオリア諸共ゼウスを倒したアイオロスの前に現れる。
エスメラルダ
一輝の愛した少女。現世に還ったが鬼と化していたため一輝に葬られた。
一輝の師（ギルティー）
仮面を付けた一輝の師。現世に復活するがエスメラルダを殺そうとしたため返り討ちに遭った。
海皇（ポセイドン）
アイオロスの神力による黒核の力を押し戻す。

## 用語解説
聖闘士星矢の用語解説も参照。
聖剣保持者
セイクリットソードホルダー。神話の時代から受け継がれた聖剣をその身に宿す者達。劇中では、技として継承する者と武器として自らの心に継承する者の二種類存在する。
聖剣戦争
数多の神話の中にある数多の聖剣を受け継いだ剣闘士が戦い合い、その中で最後に残る最強の一振りである真の聖剣を決める戦い。
舞
ダンス。剣闘士の聖剣を修復できる力であり、それを行使する存在はダンサーと呼ばれる。剣闘士が舞の力を受ける際はアイオロスの許可が必要である。
舞草
吉乃が持つとされる力。死にかけた剣闘士とその聖剣を一度だけ蘇らすことが出来る。また、剣闘士を更なる境地に到達させる力（＝聖剣を合わせる力）をも有すとされる。
治癒者
ヒーラー。肉体的・精神的に疲弊した者を回復させる存在。ヒーラーの中でも日光にいる者は能力が非常に高いとされる。
業
わざ。技を超越した領域にある究極の業（わざ）。
第九意識
ナインセンシズ。小宇宙の最奥にある第八感の意識領域エイトセンシズより更に深淵ある存在しない第九感の意識領域。その力は人を超えており、一人でアテナエクスクラメーションと拮抗できる力の行使が可能。アイオロスが大神ゼウスとの決戦で、アイオリアを殺害する際、万感の想い「義務」「絶望」「信頼」「責務」「守護」「悔恨」「後悔」「鉄則」、全ての想いが八の意識を「破壊」し覚醒する事になる。
ガルフストリーム

虚無乃世界
ハーデスの剣を受けた者が到達する場所。時間は存在せず輪廻の外にあるため、魂が転生する事も叶わず、受けた者の存在は完全に消滅する。
ペガサスの聖闘士
地上を救う事の出来る英雄。刻と運命に導かれた者でありどの時代でも鍵となる存在。ペガサスが存在していればその世界を救うという「奇跡」の起きる可能性があるが、存在していなければ世界を救う事は不可能となる。
召喚呪式
サモンズスペル。多様な技・能力・術を掛け合わせ過去に存在した聖闘士を現世に再び出現させる禁呪。多くの聖闘士を喪失し育成の間に合わない聖域が実験として行った。ロストワールド側でも発動が可能。召喚呪式同士が衝突すると召喚は阻止される。召喚を阻止された者は自我を失い氷塊と化す。
鬼
現世に帰還した中の一定数の者が自身のエゴのみ増大し人間を殺すだけの存在となった姿。エスメラルダのような生前は非戦闘員であった者も聖闘士を殺せるほど強大な力を手にする。
真・聖衣
オーセンティック・クロス。地上では一輝のみが到達している。青銅聖闘士の力を喪失せずに新たに黄金聖闘士としての力を同時に得ると聖衣が進化する。コクトーは「唯一無二の神器」と評する。
神力
アイオロスの到達した小宇宙を超える力。惑星をも違う次元に移転させる。

## 書誌情報
- 車田正美原作、岡田芽武漫画『聖闘士星矢 EPISODE.G アサシン』秋田書店〈チャンピオンREDコミックス〉、全16巻
  1. 2014年10月20日発売、ISBN 978-4-253-23531-0
  2. 2015年2月20日発売、ISBN 978-4-253-23532-7
  3. 2015年5月20日発売、ISBN 978-4-253-23533-4
  4. 2015年8月20日発売、ISBN 978-4-253-23534-1
  5. 2015年10月20日発売、ISBN 978-4-253-23535-8
  6. 2016年3月18日発売、ISBN 978-4-253-23536-5
  7. 2016年6月8日発売、ISBN 978-4-253-23537-2
  8. 2016年9月20日発売、ISBN 978-4-253-23538-9
  9. 2016年12月20日発売、ISBN 978-4-253-23539-6
  10. 2017年6月20日発売、ISBN 978-4-253-23540-2
  11. 2017年12月20日発売、ISBN 978-4-253-23836-6
  12. 2018年5月8日発売、ISBN 978-4-253-23837-3
  13. 2018年12月20日発売、ISBN 978-4-253-23838-0
  14. 2019年1月18日発売、ISBN 978-4-253-23839-7
  15. 2019年4月19日発売、ISBN 978-4-253-23840-3
  16. 2019年12月20日発売、ISBN 978-4-253-23841-0